# Firefox 2
Mozilla Firefox 2 là một phiên bản của trình duyệt web Mozilla Firefox, được tập đoàn Mozilla phát hành ngày 24 tháng 10 năm 2006.
Firefox 2 sử dụng máy trình bày Gecko phiên bản 1.8 để hiển thị các trang web. Phiên bản này được trang bị nhiều tính năng mới so với phiên bản Firefox 1.5, như cải thiện khả năng hỗ trợi SVG và JavaScript 1.7, cũng như các thay đổi về giao diện người dùng.
Ngày 22 tháng 3 năm 2006, phiên bản alpha đầu tiên của Firefox 2 (Bon Echo Alpha 1) đã được phát hành. Lần đầu tiên đưa vào sử dụng Gecko 1.8.1. Mozilla Firefox 2.0.0.x là phiên bản cuối cùng tương thích Windows NT 4.0 và Windows 98. Khả năng hỗ trợ hệ điều hành Mac OS X 10.5 được thêm vào từ ngày 18 tháng 10 năm 2007 với phiên bản 2.0.0.8.
Firefox 2.0 bao gồm các cập nhật cho môi trường duyệt theo thẻ (tab), quản lý phần mở rộng (extension), giao diện người dùng đồ họa (GUI), tính năng tìm kiếm, và công cụ cập nhật; tính năng khôi phục phiên làm việc mới; kiểm tra chính tả nội bộ; cùng với tính năng chống lừa đảo do Google cung cấp như một phần mở rộng, and later merged into the program itself.
Mozilla đã chính thức ngừng hỗ trợ Firefox 2 từ ngày 18 tháng 12 năm 2008.

## Tổng quan
- Các liên kết theo mặc định được mở trong thẻ mới.
- Nút "đóng" (close) cho mỗi thẻ.
- Kiểm tra chính tả nội bộ cho các hộp văn bản.
- Khôi phục phiên làm việc sau khi gặp sự cố dẫn đến đóng trình duyệt.
- Máy tìm kiếm đề nghị là Google và Yahoo!.
- Trình quản lý add-on và plugin mới.
- Xem trước nội dung trang web. Đơn giản hóa bookmark.
- Cập nhật hệ thống các phần mở rộng.
- Hỗ trợ Sherlock và OpenSearch.
- Hỗ trợ văn bản SVG bằng cách dùng svg:textPath.
- Tính năng chống lừa đảo.
- Các máy tìm kiếm đề nghị là Google và Yahoo! có hiển thị thêm lịch sử tìm kiếm.
- Hỗ trợ phiên bên khách và lưu trữ ổn định.
- Cải thiện hỗ trợ cấp liệu.
- Trình cái đặt dựa NSIS mới.
- JavaScript 1.7.
- Nâng cao bảo mật và hỗ trợ khoanh vùng cho các phần mở rộng.
- New Winstripe theme refresh:
  - New navigation icons
  - URL bar refresh (New Go button attached to the URL bar)
  - Nạp lại thanh tìm kiếm (Search bar) và thanh thẻ (Tab bar)
  - Alltabs button (used to view a popup list of all tabs open)

## Thị trường người dùng của Firefox 2
| Thị phần của Firefox với các phiên bản — NetApplications.com, tháng 12 năm 2008 |        |
| Firefox 1.0                                                                     | 0,18%  |
| Firefox 1.5                                                                     | 0,32%  |
| Firefox 2.0                                                                     | 5,79%  |
| Firefox 3.0                                                                     | 13,24% |
| Tất cả                                                                          | 19,46% |

Theo một bài báo được viết sau khi phiên bản Firefox 2.0 được phát hành vào tháng 10 năm 2006, "IE6 chiếm thị phần trình duyệt lớn nhất với 77,22%. Internet Explorer 7 tiến lên 3,18%, trong khi Firefox 2.0 là 0,69%."
Tuy nhiên, một bài viết của Softpedia, đưa ra số liệu vào tháng 7 năm 2007 là "Firefox 2.0 cũng đã liên tục mở rộng thị phần cùng với IE7. Từ con số chỉ là 0,69% vào tháng 10 năm 2006, Firefox 2.0 hiện nay đang nắm giữ 11,07% thị phần. Mozilla đã từ bỏ phiên bản 1.5 của trình duyệt mã nguồn của họ đến mở đường cho Firefox 2.0. Với việc ngừng hỗ trợ từ cuối tháng 6, Firefox 1.5 đã giảm thị phần xuống còn 2,85%."
Firefox 2 đã mất thị phần người dùng về Firefox 3;chỉ trong 24 giờ sau khi phát hành, thị phần của Firefox 3.0 đã tăng từ dưới 1% lên hơn 3% theo như NetApplications.